# Марянкі (Влоцлавський повіт)
Марянкі (пол. Marianki) — село в Польщі, у гміні Бжешць-Куявський Влоцлавського повіту Куявсько-Поморського воєводства.